# Ngofonua
Ngofonua ist eine kleine Insel im Zentrum von Tongatapu im Pazifik. Sie gehört politisch zum Königreich Tonga.

## Geografie
Das Motu liegt im Zentrum des Archipels in der südöstlichen Bucht der Lagune Fangaʻuta Lagoon. Ngofonua ist das Zentrum der Bucht von Vaini. Weiter im Osten liegt das Inselchen Moʻungatapu.

## Klima
Das Klima ist tropisch heiß, wird jedoch von ständig wehenden Winden gemäßigt. Ebenso wie die anderen Inseln der Tongatapu-Gruppe wird Ngofonua gelegentlich von Zyklonen heimgesucht.